# Глазгоу (Пенсилванија)
Глазгоу (енгл. Glasgow) град је у америчкој савезној држави Пенсилванија.

## Демографија
По попису из 2010. године број становника је 60, што је 3 (-4,8%) становника мање него 2000. године.
| Група             | 2000.      | 2010.      |
| Белци             | 62 (98,4%) | 57 (95,0%) |
| Афроамериканци    | 0 (0,0%)   | 0 (0,0%)   |
| Азијати           | 0 (0,0%)   | 0 (0,0%)   |
| Хиспаноамериканци | 0 (0,0%)   | 3 (5,0%)   |
| Укупно            | 63         | 60         |